# Continuum (instrument)
Pour les articles homonymes, voir Continuum.
Le continuum à touches, ou Haken continuum fingerboard, est un instrument de musique électronique expressif et polyphonique développé par Lippold Haken, professeur d'ingénierie d'électricité et d'informatique à l'Université de l'Illinois et vendu par Haken Audio à Champaign.
Le continuum a été développé à l'origine durant les années 1990-2000 sur le système PLATO à l'Université de l'Illinois pour contrôler les algorithmes de production des sons sur le processeur de signal audio Platypus et la station de travail Kyma/Capybara.
En 2002, la première version commerciale du Continuum utilise des ports FireWire ou MIDI pour contrôler une station de travail du son Kyma ou un module de synthétiseur. Des versions plus récentes ont une option de contrôle du voltage pour contrôler des synthétiseurs modulaires. Le modèle le plus récent peut générer directement de l'audio, mais il est toujours conçu de façon primaire pour un contrôleur MIDI.

## Spécifications

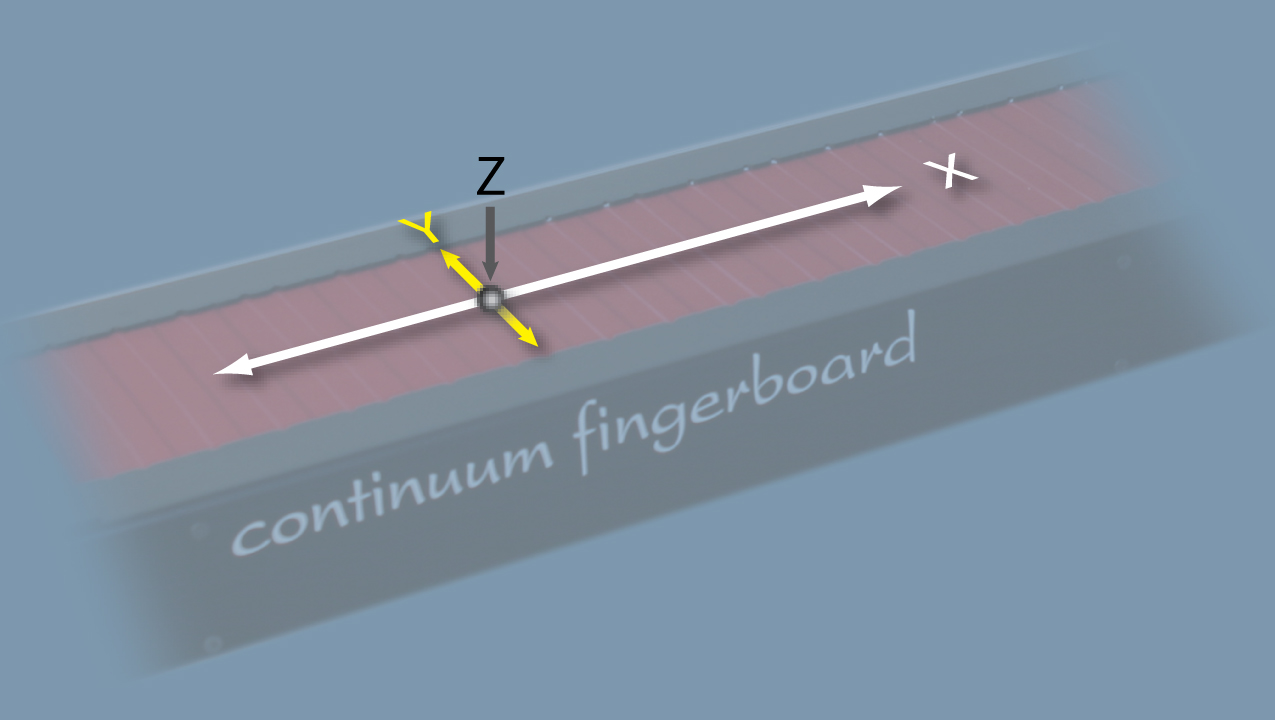
Illustrations des axes du continuum.

Le continuum se compose d'une surface tactile en néoprène large de 19 cm et longue, selon le modèle, de 137 cm pour un instrument grande taille, ou 72 cm pour la version "half size". Cette surface permet d'atteindre une hauteur de notes de 9 350 cents (environ 7,79 octaves) pour le grand format et 4 610 cents (environ 3,84 octaves) pour le demi-format. L'instrument a un temps de réponse de 1,33 ms.
Les capteurs disposés sous la surface répondent à la position du doigt et à la pression exercée dans les trois dimensions. Avec 1 cent de résolution en hauteur de notes sur la longueur de l'instrument (suivant x), ils permettent un contrôle continu de la hauteur, ce qui ouvre la voie aux intervalles microtonaux ainsi qu'aux effets de portamento, vibrato, etc. Un logiciel de lissage permet ensuite de quantifier le nombre de notes sur la gamme tempérée, sur la gamme naturelle ou sur une autre gamme pour un meilleur rendu. Ce contrôle du nombre et de la durée du lissage peut se faire en temps réel.
Le continuum offre également deux autres paramètres au niveau du son puisqu'il peut convertir la pression du doigt en une valeur MIDI, ainsi que sa position verticale sur le clavier. Ces deux paramètres sont programmables indépendamment. La configuration standard se base sur la position longitudinale (sur x) de l'instrument pour avoir la hauteur de la note, la position en profondeur (sur y) correspond au timbre et celle en verticale (sur z) équivaut au changement de sonie. Le continuum est ainsi capable d’interpréter des sons polyphoniques allant jusqu'à 16 entrées.

## Joueurs de continuum
Dans la musique contemporaine, l'un des plus grands adeptes du continuum est le claviériste Jordan Rudess de Dream Theater. Il s'en sert en concert comme en studio, donc on en retrouve dans les chansons Octavarium et Sacrificed Sons de l'album Octavarium, sur The Dark Eternal Night et Constant Motion de Systematic Chaos, sur A Nightmare to Remember et The Shattered Fortress de Black Clouds and Silver Linings et sur Bridges in the Sky de A Dramatic Turn of Events. Jordan Rudess joue du continuum lors des concerts de Score, Chaos in Motion 2007-2008 et sur son album solo The Road Home.
L'un des autres grands partisans du continuum est Sarth Calhoun qui l'utilise lors de ses collaborations avec Lucibel Crater et Lou Reed. Pendant les concerts de Metal Machine Trio, Lou Reed et Sarth Calhoun se servent de continuum.
Le compositeur indien Allah Rakha Rahman s'est servi d'un continuum lors de sa tournée nord-américaine Third Dimension en 2007. Il l'a également utilisé lors du concert Changing Notes à Chennai, pour la chanson Rehna Tu composée pour le film Delhi-6 sorti en 2009, pour la nouvelle version de la chanson Mile Sur Mera Tumhara, ainsi que pour la bande originale du film Enthiran et pour la chanson Acid Darbari, nommée dans la catégorie Oscar de la meilleure musique de film en 2011 pour le film 127 heures.
Le continuum est utilisé par John Williams pour la musique du film Indiana Jones et le Royaume du crâne de cristal. D'autres musiciens, tels que John Paul Jones, Randy Kerber ou Amon Tobin s'en sont déjà servis.